# Spencer Keli
Spencer Keli (26 ottobre 1985) è un calciatore samoano, attaccante del Lupe ole Soaga.

## Carriera

### Nazionale
Ha debuttato in Nazionale il 1º giugno 2012, in Samoa-Tahiti (1-10). Ha partecipato, con la Nazionale, alla Coppa delle nazioni oceaniane 2012. Ha collezionato in totale, con la maglia della Nazionale, tre presenze.